# 2019年防止网络假信息和网络操纵法令
2019年防止网络假信息和网络操纵法令（英语：Protection from Online Falsehoods and Manipulation Act 2019），简称POFMA、俗称反假新闻法 是新加坡国会订立的一项法律，旨在使当局能够对付假新闻或虚假信息的传播。该法设有一系列渐进式机制，从要求网站添加事实核查链接、对网站进行审查封锁、直至提出刑事检控。尽管该法律在其他国家也以类似的形式存在，但它受到了一些反对派政治家、人权组织、记者和学者的批评。